# Apeadeiro de Figueiredo
O Apeadeiro de Figueiredo foi uma interface ferroviária da Linha do Vouga, que serve a localidade de Figueiredo d’El-Rei, no Distrito de Aveiro, em Portugal.

## Descrição

### Caraterização física
A plataforma situa-se do lado sudoeste da via (lado direito do sentido ascendente, para Viseu).

### Serviços
Em dados de 2022, esta interface é frequentada por serviços da C.P. de tipo regional, com duas circulações diárias em cada sentido, entre Oliveira de Azeméis e Sernada do Vouga: tal como nos restantes interfaces deste segmento da Linha do Vouga, encerrado desde 2013, este serviço é prestado por táxis ao serviço da C.P.

## História
Este apeadeiro está inserido no troço entre as Estações de Oliveira de Azeméis e Albergaria-a-Velha, que abriu à exploração em 1 de Abril de 1909.
Figueiredo não consta ainda dos horários da Linha do Vouga em 1913, tendo sido criado posteriormente.

Em 2013 os serviços ferroviários foram suspensos no troço entre Oliveira de Azeméis e Sernada do Vouga (incl. Figueiredo), por motivos de segurança, circulando apenas composições com fins técnicos (inspeção, manutenção, etc.), sendo o transporte de passageiros neste trajeto efetuado por táxis ao serviço da C.P. que frequentam locais próximos de cada estação e apeadeiro para tomadas e largadas.